# San Pietro in carcere visitato da san Paolo
San Pietro in carcere visitato da san Paolo è un affresco di Filippino Lippi che decora la Cappella Brancacci nella chiesa di Santa Maria del Carmine a Firenze. L'opera (230x88 cm) è databile al 1482-1485 circa.

## Storia
La decorazione della Cappella Brancacci rimase incompiuta probabilmente per la partenza di Masaccio per Roma nel 1427, dove trovò la morte. Inoltre l'esilio del committente Felice Brancacci nel 1436 bloccò qualsiasi possibilità di completamento da parte di altri artisti, anzi è probabile che alcune parti già dipinte da Masaccio vennero martellate via in una sorta di damnatio memoriae poiché contenenti ritratti dei Brancacci. 
Solo con la riammissione della famiglia in città nel 1480 si poté procedere al completamento, affidando il compito all'artista tutto sommato più fedele alla tradizione di Masaccio, Filippino, figlio di Filippo Lippi, primo allievo del grande innovatore della pittura fiorentina.
Si ritiene che Masaccio avesse già dipinto una Crocifissione di san Pietro dietro l'altare, che venne smantellata verso il 1458 quando la cappella venne ridedicata alla Madonna del Popolo, nome di una tavola duecentesca che ancora vi si trova, richiedendo la risistemazione della parete retrostante. 
L'intervento del Lippi non è esattamente documentato, ma databile grazie ad alcuni indizi citati dal Vasari al 1485 circa, anni in cui il pittore, allora venticinquenne, iniziava a ricevere commissioni personali importanti.

## Descrizione
La scena di San Pietro in carcere visitato da san Paolo si trova sul pilastro sinistro, sotto la Cacciata dei progenitori di Masaccio.
Vi si vede il santo che si affaccia da una finestra con le sbarre, mentre il visitatore dà le spalle a chi osserva. Forse la scena seguì un disegno di Masaccio, come dimostrerebbe la perfetta continuità architettonica con la contigua scena della Resurrezione del figlio di Teofilo.

## Stile
Filippino cercò di temperare il suo stile, adeguando la sua tavolozza alla cromia degli affreschi più antichi e mantenendo la solenne impostazione delle figure, per non rompere l'omogeneità dell'insieme. Ciò è particolarmente evidente nella figura massiccia di san Paolo di spalle, con la "macchia" di colore dell'ampio mantello rosso. Più diverso appare invece il trattamento della figura di san Pietro affacciato alla grata, improntato a un chiaroscuro più maturo e dotato della linea di contorno che è tipica dello stile intellettualistico del Rinascimento all'epoca di Lorenzo il Magnifico